# سن آنتونیو (شهرستان برنالیو، نیومکزیکو)
سن آنتونیو (به انگلیسی: San Antonito) یک منطقهٔ مسکونی در ایالات متحده آمریکا است که در شهرستان برنالیو، نیومکزیکو واقع شده‌است. سن آنتونیو ۹۸۵ نفر جمعیت دارد و ۲٬۰۹۴٫۹۲ متر بالاتر از سطح دریا واقع شده‌است.